# Дворец Петра III
Дворец Петра III — дворец, расположенный в юго-восточной части дворцово-паркового ансамбля «Ораниенбаум». Был построен в 1758—1762 гг. по проекту архитектора Антонио Ринальди для наследника русского престола Великого князя Петра Федоровича, будущего императора Петра III, и являлся главной постройкой в потешной крепости Петерштадт. Дворец сохранился до наших дней, и в настоящее время в нём располагается музей «Дворец Петра III».

## История создания и архитектура дворца
В 1743 году Ораниенбаум (бывшее имение А. Д. Меншикова) был пожалован наследнику престола Петру Федоровичу. Здесь для него в 1759—1762 гг. строится потешная крепость на южном берегу Нижнего пруда и речки Каросты, получившая название Петерштадт (нем. город Петра). Дворец для Петра III строился одновременно с крепостью, в документах того времени его называли «каменный дом».
Дворец был единственным двухэтажным зданием в крепости и вместе с Почетными воротами крепости составлял единый ансамбль (архитектор А. Ринальди). Малые его размеры связаны прежде всего с тем, что для жилья дворец не предназначался. Это был скорее павильон, в котором можно было отдохнуть после обеда.
Планировка и компоновка объёмов здания необычны. Дворец — почти кубическое двухэтажное здание с балюстрадой по краю крыши. В плане здание форму квадрата с одним из углов, срезанных по плавной дуге; именно эта «дуга» — главный фасад дворца, благодаря чему здание видно сразу с трёх сторон и придаёт дворцу более массивный и значительный вид.
Первый, служебный этаж истолкован как опора для второго, парадного; горизонтальная рустовка придаёт ему более приземлённый облик. Он стоит на невысоком цоколе, в котором сделаны окна. Во втором этаже создано внешнее впечатление большей лёгкости с помощью преобладания вертикальных линий. Окна второго этажа — по сути застеклённые двери, украшенные понизу коваными решётками; они соответствуют по расположению окнам первого этажа.
Дворец является первой самостоятельной работой А. Ринальди в России и в архитектурном отношении несет в себе черты стиля рококо, развитие которого в России не получило широкого распространения — практически сразу его заменил зарождавшийся тогда классицизм. Таким образом, помимо дворца Петра III памятниками рококо являются другие объекты дворцово-паркового ансамбля Ораниенбаума — Китайский дворец и павильон Катальной горки (автором которых также является Ринальди).
При жизни Петра III внутренняя отделка была не до конца завершена (в Передней не успели закрепить плафон на потолке, а шпалерная развеска Картинного зала была закончена всего за 5 дней до переворота 28 июня 1762 года). После его смерти крепость Петерштадт и дворец приходят в запустение: вывозятся картины из Картинного зала, постепенно начинают разрушаться строения крепости и прилегающего итальянского сада. В начале XIX века сносятся одноэтажные деревянные строения крепости. От неё остаются лишь земляные укрепления, Почетные ворота и дворец.
Лишь в конце XIX века (1885—1889 гг.) дворец ремонтируется и реставрируется. Под началом архитектора Г. А. Прейса заменяется паркетный пол, снимается ветхий штоф и шелк со стен, а сам дворец становится охотничьим домиком. Остаткам крепости придается вид романтических руин.

## Судьба дворца после 1917 года
После Октябрьской революции 1917 года парк Ораниенбаума переходят в ведение Лесного техникума, основанного в Ораниенбауме в 1918 году. Дворец Петра III переходит в его распоряжение в 1929 году и техникум устраивает здесь целый зоопарк — в клетках содержались волк, медведь и пр. в 1935 году дворец арендует Отдел физкультуры и в долине реки Каросты сооружается трамплин. В 1940 году дворец удалось освободить от арендаторов.
В годы Великой Отечественной войны Ораниенбаум, находящийся на территории так называемого Ораниенбаумского плацдарма, не был разрушен фашистами в отличие от других пригородов Ленинграда. На территории парка располагалась 48-я Ордена Октябрьской Революции Краснознаменная Ропшинская Стрелковая дивизия им. М. И. Калинина под командованием генерала А. И. Сафронова, которая взяла на себя охрану всего дворцово-паркового ансамбля. Во дворце Петра III хранились экспонаты из Китайского дворца, которые не успели вывезти в эвакуацию.
Единственный снаряд, попавший во дворец в военные годы, угодил в дымоход и разорвался там на уровне второго этажа. Из-за этого в Спальне был уничтожен лепной камин, который после войны так и не был восстановлен. Также были повреждены лаковые росписи Федора Власова, расположенные на панелях стен.
После войны дворец открывается как музей уже в 1953 году, однако первоначально используется как выставочный павильон. В нём экспонировались предметы декоративно-прикладного искусства Китая с древности до современности. После восстановления отделки XVIII века в Картинном зале в 1961—1962 гг. дворец открывается как самостоятельный историко-бытовой музей, действующий до сих пор.
Район Петерштадта был реставрирован в 1953—1955 гг. С целью сделать дворец обозреваемым со всех сторон (на что его создатель Ринальди не рассчитывал), а также устроить площадки-накопители для экскурсионных групп, были срыты земляные валы крепости, как подлинные, так и восстановленные в XIX веке. Были устроены три цветника вокруг дворца и поставлено несколько статуй.. В таком виде все находится и в настоящее время.
В 1980-е годы на территории разрушенной крепости Петерштадт проводятся археологические раскопки под началом В. А. Коренцвита. В ходе раскопок были выявлены фундаменты зданий крепости и найдены многочисленные предметы бытового обихода. Часть находок представлена в экспозиции музея в настоящее время.

## Внутренняя отделка
Парадные залы располагаются на втором этаже дворца. Помещений всего шесть (это Передняя, Буфетная, Картинный зал, Кабинет, Спальня и Будуар) и все они, кроме Картинного зала, очень небольшие по размеру. Комнаты расположены по периметру дворца, при этом анфиладная система, столь характерная для XVIII века, отсутствует. Главная лестница круглая в плане и не находится на главной оси дворца. Такое расположение залов и лестницы подчинено прежде всего идее комфорта и уюта — дворец создавался для отдыха, а не для официальных приемов и увеселений. Комнаты распределены очень логично — Спальня и Будуар обособлены, в то время как остальные помещения тесно связаны с главным Картинным залом.
Декоратором помещений был архитектор дворца Антонио Ринальди. По его проекту в каждой из комнат, несмотря на небольшой размер, разнообразной и утонченной отделкой должен быть подчеркнут их дворцовый характер.

### Лепное убранство
Во всех залах второго этажа полностью сохранилось лепное убранство перекрытий середины XVIII века, выполненное в технике намазной лепки . В декоре потолка чаще всего встречается цветочный орнамент, характерный для стиля рококо, а также картуши и рокайли. Примечательно, что именно во дворце Петра III на потолочном перекрытии Спальни впервые встречается так называемый «цветок Ринальди» — две скрещенные цветущие ветви, перевязанные бантом, который позже архитектор будет использовать в декоре всех своих построек (Китайский дворец, павильон Катальной горки, Мраморный дворец, костел св. Екатерины).
Уникальной является сюжетная лепка на потолке Будуара (также по эскизу Ринальди). Это четыре сценки из жизни крепости Петерштадт — поединок двух гусар, часовой с мушкетом на одном из бастионов крепости, кавалерийский дозор и четыре корабля на Малом увеселительном море (в настоящее время это Нижний пруд). Военная тематика была выбрана неслучайно — во-первых, Пётр III любил всё военное, во-вторых, дворец располагался на территории хоть и потешной, но все же крепости.
Лепка является главным элементом отделки Буфетной — на 22 двух лепных посеребренных полочках, объединённых растительным орнаментом в единую композицию, размещаются китайские фарфоровые вазочки XVIII века. Ринальди в дальнейшем разовьет идею таких полочек и подобным образом, но гораздо более пышно отделает Фарфоровый кабинет в павильоне Катальной горки.

### Отделка стен
В XVIII веке стены парадных помещений были затянуты тканью — штофом в Буфетной, атласом в Будуаре, шелком в Передней, Кабинете и Спальне. Однако по причине ветхости тканей при реставрации конца XIX века они были заменены на живописные обои (в Кабинете и Спальне), в Буфетной и Передней стены были окрашены в светло-зеленый и охристый цвета соответственно, а в Будуаре стены декорировали резными деревянными панно с накладной резьбой в стиле второго рококо.
В настоящее время стены в Передней и Буфетной окрашены, в Кабинете и Спальне затянуты тканью (серебристым и алым муаром соответственно), в Будуаре на стенах сохранены резные панно.

#### Шпалерная развеска Картинного зала
В Картинном зале основным элементом отделки стен является живопись в шпалерной развеске. Такая развеска была характерна для оформления дворцовых интерьеров первой половины и середины XVIII века. Кроме дворца Петра III подобные залы с живописью имеются в Екатерининском дворце в Царском селе, в Эрмитаже и Большом дворце в Петергофе.
Главный принцип шпалерной развески — это объединение различных картин на одной стене не по степени художественной ценности, жанру или направлению, а по колористическому решению полотен, которые размещаются на стене вплотную друг к другу с определённой симметрией. Картины разделяют узкие посеребренные рамы. На каждой стене выделяется центральная картина, обычно самая большая по размеру, вокруг которой группируются картины поменьше. Иногда холст полотен приходилось обрезать, подшивать, сами картины по краям зачастую дописывались.
Шпалерная развеска Картинного зала была осуществлена академиком Якобом Штелином, бывшим воспитателем и библиотекарем Петра III, и художником Лукасом Пфандцельтом, автором коронацианного портрета императора, в 1762 году. Однако после дворцового переворота 1762 года и смерти Петра III картины вывозятся из дворца в Императорский Эрмитаж (сначала три картины в 1765 году, затем остальные в 1792).
В ходе ремонтно-реставрационных работ 1885—1888 гг. стены Картинного зала были декорированы живописными обоями. В таком виде зал просуществовал до 1952 года, когда обои были сняты. В 1960—1962 гг. под руководством Р. П. Саусена были проведены работы по восстановлению шпалерной развески. В основу были положены архивные документы и чертежи развески Якобы Штелина, обнаруженные в архиве Академии Наук. Картины были получены из Государственного Эрмитажа, при этом четыре из них (так называемые «портреты стариков» Лукаса Пфанцельта) вернулись на свои исторические места.
В Картинном зале представлены живописные полотна различных школ живописи (итальянской, голландской, фламандской и немецкой) XVII—XVIII веков, различных жанров (анималистический жанр, пейзаж, портрет, натюрморт). Центральное место занимают картины итальянских мастеров, выполненные в стиле барокко. Это женские портреты Пьетро Ротари, полотна «Венера с Амуром» Пьетро Либери, «Смерть Клеопатры» Николо Реньери, «Каин, убивающий Авеля» Франческо Романелли. Анималистический жанр представлен двумя картинами Иоганна Фридриха Грота, брата художника-портретиста Георга Грота.

#### Лаковые росписи Федора Власова
В Картинном зале европейскую живопись в шпалерной развеске прекрасно дополняют лаковые панно в стиле шинуазри работы русского художника Федора Власова. Панно также украшают стены, двери и откосы окон и дверей в Кабинете и Спальне. Они представляют собой живописные фантазии в стиле китайского искусства.
Каждая из 218 композиций окружена растительным и геометрическим орнаментом и заключена в резную посеребренную раму из накладной резьбы (кроме дверей). В ней сочетаются мотивы рокайля с листьями камыша и аканта. Основа для лаковой живописи — дерево, покрытое тонким слоем смеси мела и каолина со свинцовыми белилами. Второй слой подцвечен зелёным, чёрным, либо красным цветом и служит фоном для росписи. На этот грунт наносился лак, по которому и выполнялась роспись красками и золотом, растворенным в яйце. Также применялось наложение тонких листочков сусального золота на уже выполненный рисунок.
Общая площадь лаковых панно составляет 70 м², однако ни одна композиция по сюжету не повторяется. При создании росписей по лаку были использованы характерные для китайского искусства приемы: построение рисунка по вертикали, четкие контуры предметов, отсутствие светотени, но при этом в этих панно причудливо сочетается китайский пейзаж и чисто европейская пастораль. Лаковые росписи Федора Власова являются уникальными и наиболее ценными в художественном отношении из всего декоративного убранства дворца.

### Паркет
Во дворце Петра III паркет XVIII века не сохранился до наших дней. Весь существующий сейчас во дворце паркет выполнен во время ремонтно-реставрационных работ конца XIX века. В ряде комнат он был реставрирован, что позволяет предположить, что в паркете XIX века содержатся вставки из подлинного паркета. В Передней же пол был полностью заменен с дощатого на паркетный в стиле второго рококо.
В Картинном зале, Кабинете и Спальне паркет является как бы зеркальным отражением декора потолочных перекрытий и составлен из мелких дубовых шашек. Центральные медальоны набраны из мореного дуба, амаранта, ореха, красного и розового дерева.

### Мебель
Образцы мебели, экспонируемые во дворце Петра III, выполнены в XVIII веке как в Европе, так и в России. Наиболее ценным является бюро-кабинет (или Белый кабинет) работы мастера Франциска Конрада, выполненный специально для павильона Эрмитаж в итальянском саду крепости Петерштадт в 1759 году. Бюро является уникальным примером стиля шинуазри в мебели: технология его росписи подобна технологии изготовления лаковых панно Федора Власова.
Также среди интересных предметов мебели выделяются черные лаковые столики с росписью золотом (Япония, XVIII век), резные золоченые табуретки и банкетки (Россия, XVIII век), шкаф в технике маркетри (Германия, середина XVIII века), дамское бюро-туалет со съемными ножками (предположительно принадлежало Екатерине II, Россия, середина XVIII века)